# 黄帝内経

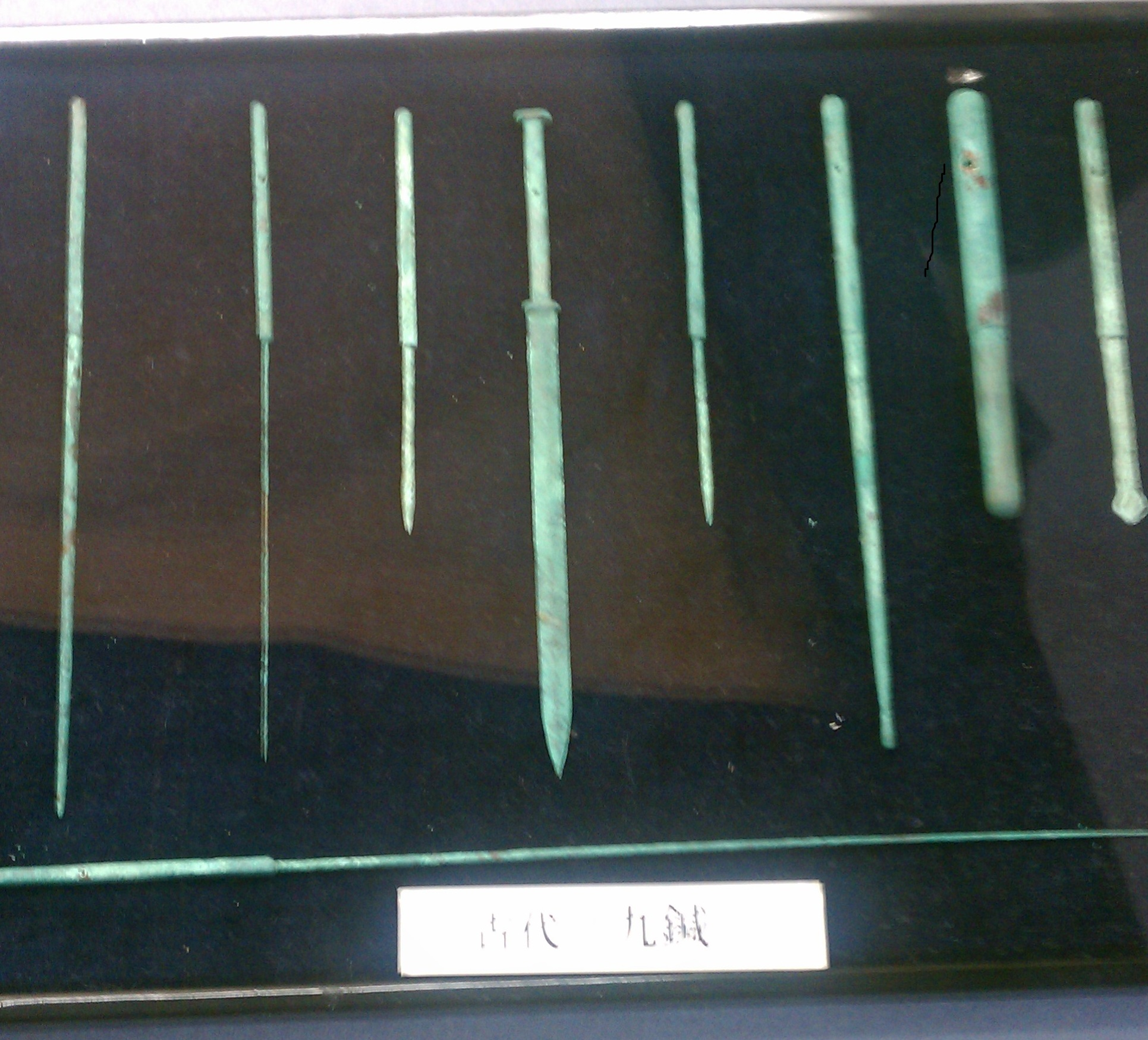
黄帝内経に記載のある9種類の鍼

『黄帝内経』（こうていだいけい、こうていだいきょう、こうていないけい、黄帝内剄）は、現存する中国最古の医学書と呼ばれている。古くは『鍼経』（しんきょう）9巻と『素問』（そもん）9巻があったとされているが、これら9巻本は散逸して現存せず、現在は王冰（おうひょう）の編纂した『素問』と『霊枢』（れいすう）が元になったものが伝えられている。黄帝が岐伯（きはく）を始め幾人かの学者に日常の疑問を問うたところから『素問』と呼ばれ、問答形式で記述されている。『霊枢』は『鍼経』の別名とされ、『素問』が基礎理論とすると、『霊枢』は実践的、技術的に記述されている。
2011年、ユネスコが主催する「世界の記憶」にも登録された。

## 概要
『黄帝内経』は、前漢代に編纂され、『鍼経』と『素問』の合計18巻と伝えられている。その内容は散逸して一旦は失われたが、762年唐の時代に王冰の表した『素問』と『霊枢』が伝えられている。現代の研究では『鍼経』もしくは『九霊』は『霊枢』（9巻）のことであるとされている。ただしこの9巻本も散逸してしまって残っていない。現在は1155年に南宋の史崧が霊枢を新たに校訂し、24巻81篇として編纂したものが元になっている。
『素問』が理論的であるのに対し、『霊枢』はより実践的に記述されている。『素問』の内容は医学にかぎらず、易学、天候学、星座学、気学、薬学、運命学と広くさまざまな分野に及び、医学書というより科学書と呼ぶべきであるという意見もあり、道教にとっても原典の一つとされる。現在、医学書とされている理由は、紀元前1世紀の図書目録である『漢書』「芸文志」に医書として分類されていることによる。
『内経』の原本は残っておらず、さまざまな写本が存在する。日本では京都の仁和寺に、日本最古の『黄帝内経太素』の写本が所蔵されている。『太素』（たいそ）は7世紀ころの写本で、唐代の楊上善が、『素問』と『霊枢』を合わせて編纂したものである。
『黄帝内経』18巻のうち、1部にあたる9巻を『鍼経』と呼び、2部の9巻を『素問』と呼ぶ。『鍼経』は経脈、経穴、刺鍼、また営衛、気血など系統的で詳細に説明されている。ここで9という数字には意味があり、古代中国において、数は1から始まり9で終わるとされていた。すなわち1巻には1章から9章が記述され、9章の次は2巻となる。1部は9巻×9章で81章で一まとまりとなり、『黄帝内経』は2部構成であった。『素問』は、古くは紀元前202年の前漢代の頃から編纂され始めたと考えられている。
現存する『素問』は、762年に王冰によって編纂された。王冰はそれ以前の『素問』を大幅に変更したことがわかっており、王冰の『素問』からは古い『素問』を窺い知ることはできないと批判されている。
『霊枢』は『素問』より新しい時代のもので、20年から200年ころ編纂された。『素問』より前に『鍼経』が編纂され、それが後に『霊枢』に引き継がれたと考えられている。理論よりも診断・治療・針灸術など臨床医学に重点を置いている。古来は針灸術の経典とされ、『針経』とも呼ばれた。「芸文志」には、『内経』（18巻）の他に『外経』（37巻）があったとの記録があるが、『外経』は現存せず、詳しいことはわかっていない。

## 霊枢
- 1586年、『黄帝内経霊枢注証発微』（馬蒔）
- 1670年、『黄帝内経霊枢集注』（張志聡）

## 未病
未病（みびょう）という用語は、『黄帝内経』で初めて使用された。
既病（きびょう）とは、既に症状が出ている状態。『黄帝内経』では未病とは病気（病原体）は体内にあるのに、症状が体表面に出ていない、しかし治療しなければ早晩発症が必至な状態をさす。

## 陰陽五行説
『黄帝内経』は、陰陽五行説にのっとって記述されている。『史記』には、陰陽五行説は黄帝が定めたとされているが、『黄帝内経』については記述されていない。このことから『黄帝内経』は、『史記』より後に編纂されたと考えられる。『漢書』「芸文志」によれば、『黄帝陰陽』25巻、『黄帝諸子論陰陽』25巻などがあったと伝えられているが、現存していない。

## その他
現存する中国最古の医学書としては『黄帝内経』の他に、『神農本草経』（しんのうほんぞうきょう）、『傷寒雑病論』（しょうかんざつびょうろん）がある。傷寒雑病論は宋代の改変（宋改）により元の形を留めていない。『神農本草経』も、度重なる改変で原形が失われていたが、日本の森立之が秩文をさまざまな本草書から拾輯して、復元したものが有名である。また、『黄帝内経』の内容を基に独自の体系で解説したものに『難経』がある。